# Gangadahalli, Heggadadevankote
Gangadahalli là một làng thuộc tehsil Heggadadevankote, huyện Mysore, bang Karnataka, Ấn Độ.